# Otto der Ältere von Bergow
Otto der Ältere von Bergow auf Bilin und Seeberg (tschechisch Ota III. starší z Bergova; * um 1356; † um 1414) war ein böhmischer Adliger deutscher Abstammung. Von 1388 bis 1394 war er Burggraf von Prag und ab 1391 Oberstburggraf des Königreiches Böhmen.

## Leben
Von Bergow entstammte dem Adelsgeschlecht von Lobdeburg-Burgau, welches sich im 14. Jahrhundert in Böhmen niederließ, und war ein Sohn von Albert von Bergow (Albertus de Bergaw, 1339–1371) auf Bilin. Bis 1383 besaß er die Herrschaft Seeberg, die er an Thimo von Colditz verkaufte. Er war hoher königlicher Verwalter und später Mitglied der am 5. Mai 1394 unter der Beteiligung des Markgrafen Jobst von Mähren gegründeten Vereinigung von Adligen, die sich gegen den König Wenzel IV. stellten.
Sie überfielen den König auf seinem Hof in Beraun und nahmen ihn gefangen. Nach der Beilegung der Streitigkeiten 1396 wurde Otto zum Mitglied des Königsrats gewählt. Ohne diesen Rat durfte der König keine Entscheidungen mehr fällen. Zum Ende des 14. Jahrhunderts erwarb er Bilin. 1398 wurde Otto von Bergow Besitzer der Herrschaft Trosky, zwei Jahre später gehörte ihm auch Chlumetz.
Später saß er in einem am 12. August 1401 gegründeten vierköpfigen Gremium, an welches der König seine Machtbefugnisse abgab. Als Wenzel das zweite Mal gefangen gehalten wurde, stellte Otto sich auf die Seite Sigismunds. Nach 1414 wird über Otto von Bergow nicht mehr berichtet.
Er war in zweiter Ehe mit Margarethe von  Žlunice  verheiratet und der Vater von Otto dem Jüngeren von Bergow (Ota IV. mladší z Bergova, 1399–1452).

## In der Popkultur
Otto von Bergow ist ein Charakter in dem tschechischen Rollenspiel Kingdom Come: Deliverance II.